# Bad Sulza
Bad Sulza – miasto uzdrowiskowe i gmina (niem. Landgemeinde) w Niemczech, w kraju związkowym Turyngia, w powiecie Weimarer Land. Liczy 10 781 mieszkańców (31 grudnia 2018).
Miasto pełni funkcję "gminy realizującej" (niem. "erfüllende Gemeinde") dla pięciu gmin wiejskich: Eberstedt, Großheringen, Niedertrebra, Obertrebra oraz Schmiedehausen. Do 31 grudnia 2018 również dla gminy Ködderitzsch, która dzień później została przyłączona do miasta i stała się jego dzielnicą. Podobnie było z gminą Saaleplatte, która od 31 grudnia 2019 jest dzielnicą miasta, a od 1 stycznia 2023 dawna gmina Rannstedt po przyłączeniu do miasta, stała się również jego dzielnicą.

## Historia
Początkowo Sulza, od 1907 miasto Bad Sulza. Miasto położone w regionie, który nazywa się trójkąt weimarski (Weimar, Jena, Naumburg (Saale)).
W 1730 r. dr Gregor Gerhard odkrył gorące źródła w mieście. W 1847 r. zaproszono pierwszych kuracjuszy na kuracje do słonych kąpielisk.
W Bad Sulza można zażywać kąpieli solnych. Stężenie słonych basenów w połączeniu z promieniami UV daje właściwości podobne do Morza Martwego.
W latach 1933–1937 istniał tutaj autonomiczny niemiecki obóz koncentracyjny: KL Bad Sulza.
31 grudnia 2012 do miasta przyłączono pięć gmin: Auerstedt, Flurstedt, Gebstedt, Reisdorf oraz Wickerstedt, które stały się automatycznie jego dzielnicami.
Od 31 grudnia 2013 do 30 grudnia 2019 gmina realizująca dla gminy Saaleplatte.

## Współpraca
Miejscowości partnerskie:
- Bad Camberg, Hesja
- Bad Feilnbach, Bawaria
- Burg (Spreewald), Brandenburgia
- Chambray-lès-Tours, Francja
- Duszniki-Zdrój, Polska
- Hatten, Dolna Saksonia
- Zwenkau, Saksonia